# Équipe de Belgique de football en 2011
Maillots
Chronologie
Saison précédente Saison suivante
L'équipe de Belgique de football dispute en 2011 la deuxième partie des éliminatoires du Championnat d'Europe.

## Objectifs
Le seul objectif pour la Belgique en cette année 2011 est de tenter de se qualifier pour le Championnat d'Europe.

## Résumé de la saison
Parmi les candidats, la fédération belge décide de nommer Georges Leekens, onze ans après son licenciement, avec Marc Wilmots pour adjoint. Les premiers matchs amicaux sont encourageants. Néanmoins la campagne de qualification démarre mal avec deux défaites contre l'Allemagne (0-1) à domicile et (3-2) en Turquie, suivies d'un partage (4-4) à domicile contre l'Autriche. L'équipe revient dans la course à la deuxième place mais concède ensuite deux partages (1-1) contre les Turcs et l'Azerbaïdjan, scellant son élimination. Le jeu proposé est encourageant mais l'équipe belge, qui compte dans ses rangs des jeunes joueurs talentueux comme Eden Hazard, Axel Witsel, Marouane Fellaini, Steven Defour ou Kevin De Bruyne, manque de maturité à des moments cruciaux, ce qui lui coûte des points précieux.

## Bilan de l'année
L'objectif est manqué, la Belgique ne participera pas à la phase finale du Championnat d'Europe pour la troisième fois de suite et, hormis la qualification d'office à l'Euro 2000 à domicile, n'a plus réussi à s'extirper des éliminatoires depuis 1984. Tenant compte de la Coupe du monde, c'est également le cinquième grand tournoi de rang que manquent les Diables Rouges, soit 10 ans d'absence au haut niveau. Les Belges pointent à la 41e place du classement mondial de la FIFA, leur meilleure position depuis 2003.

### Championnat d'Europe 2012

#### Éliminatoires (Groupe A)
| Rang | Équipe      | Pts | J  | G  | N | P | Bp | Bc | Diff |  | Résultats (▼ dom., ► ext.) |     |     |     |     |     |     |
| ---- | ----------- | --- | -- | -- | - | - | -- | -- | ---- |  | -------------------------- | --- | --- | --- | --- | --- | --- |
| 1    | Allemagne   | 30  | 10 | 10 | 0 | 0 | 34 | 7  | +27  |  | Allemagne                  |     | 3-0 | 3-1 | 6-2 | 6-1 | 4-0 |
| 2    | Turquie     | 17  | 10 | 5  | 2 | 3 | 13 | 11 | +2   |  | Turquie                    | 1-3 |     | 3-2 | 2-0 | 1-0 | 2-1 |
| 3    | Belgique    | 15  | 10 | 4  | 3 | 3 | 21 | 15 | +6   |  | Belgique                   | 0-1 | 1-1 |     | 4-4 | 4-1 | 4-1 |
| 4    | Autriche    | 12  | 10 | 3  | 3 | 4 | 16 | 17 | -1   |  | Autriche                   | 1-2 | 0-0 | 0-2 |     | 3-0 | 2-0 |
| 5    | Azerbaïdjan | 7   | 10 | 2  | 1 | 7 | 10 | 26 | -16  |  | Azerbaïdjan                | 1-3 | 1-0 | 1-1 | 1-4 |     | 3-2 |
| 6    | Kazakhstan  | 4   | 10 | 1  | 1 | 8 | 6  | 24 | -18  |  | Kazakhstan                 | 0-3 | 0-3 | 0-2 | 0-0 | 2-1 |     |

- Sélection directement qualifiée pour l'Euro 2012
- Sélection barragiste

### Classement mondial FIFA
| Classement | Équipe    | Score total (déc. 2011) | Points précédents (déc. 2010) | Évolution | Position        |
| ---------- | --------- | ----------------------- | ----------------------------- | --------- | --------------- |
| 39         | Venezuela | 661                     | 515                           | +146      | en augmentation |
| 40         | Slovaquie | 648                     | 854                           | -206      | en diminution   |
| 41         | Belgique  | 647                     | 526                           | +121      | en augmentation |
| 42         | Équateur  | 634                     | 535                           | +99       | en augmentation |
| 43         | Nigeria   | 627                     | 725                           | -98       | en diminution   |

Source : FIFA.

## Les matchs
| Match amical                                                    | Belgique               | 1 - 1   | Finlande       | Stade Jules-Otten Gand, Belgique                       |                                                        |
| 9 février 2011 · 20:30 heure locale · Historique des rencontres | Witsel 61e             | (0 – 0) | Porokara 90+3e | Spectateurs : 12 800 Arbitrage : Cyril Zimmermann (en) | Spectateurs : 12 800 Arbitrage : Cyril Zimmermann (en) |
| 9 février 2011 · 20:30 heure locale · Historique des rencontres | Rapport (RBFA) Rapport |         |                | Spectateurs : 12 800 Arbitrage : Cyril Zimmermann (en) | Spectateurs : 12 800 Arbitrage : Cyril Zimmermann (en) |

| Championnat d'Europe 2012 Éliminatoires - Groupe A            | Autriche                      | 0 - 2   | Belgique      | Stade Ernst-Happel Vienne, Autriche                        |                                                            |
| 25 mars 2011 · 20:30 heure locale · Historique des rencontres |                               | (0 – 1) | Witsel 6e 50e | Spectateurs : 44 300 Arbitrage : Vladislav Bezborodov (en) | Spectateurs : 44 300 Arbitrage : Vladislav Bezborodov (en) |
| 25 mars 2011 · 20:30 heure locale · Historique des rencontres | Rapport (UEFA) Rapport (RBFA) |         |               | Spectateurs : 44 300 Arbitrage : Vladislav Bezborodov (en) | Spectateurs : 44 300 Arbitrage : Vladislav Bezborodov (en) |

| Championnat d'Europe 2012 Éliminatoires - Groupe A            | Belgique                                                       | 4 - 1   | Azerbaïdjan | Stade Roi Baudouin Laeken, Belgique                     |                                                         |
| 29 mars 2011 · 20:45 heure locale · Historique des rencontres | Vertonghen 12e · Simons 32e (pen.) · Chadli 45+1e · Vossen 74e | (2 – 1) | Abishov 16e | Spectateurs : 34 985 Arbitrage : Daniel Stålhammar (en) | Spectateurs : 34 985 Arbitrage : Daniel Stålhammar (en) |
| 29 mars 2011 · 20:45 heure locale · Historique des rencontres | Rapport (UEFA) Rapport (RBFA)                                  |         |             | Spectateurs : 34 985 Arbitrage : Daniel Stålhammar (en) | Spectateurs : 34 985 Arbitrage : Daniel Stålhammar (en) |

| Championnat d'Europe 2012 Éliminatoires - Groupe A           | Belgique                      | 1 - 1   | Turquie   | Stade Roi Baudouin Laeken, Belgique             |                                                 |
| 3 juin 2011 · 20:45 heure locale · Historique des rencontres | Ogunjimi 4e                   | (1 – 1) | Burak 22e | Spectateurs : 44 185 Arbitrage : Nicola Rizzoli | Spectateurs : 44 185 Arbitrage : Nicola Rizzoli |
| 3 juin 2011 · 20:45 heure locale · Historique des rencontres | Rapport (UEFA) Rapport (RBFA) |         |           | Spectateurs : 44 185 Arbitrage : Nicola Rizzoli | Spectateurs : 44 185 Arbitrage : Nicola Rizzoli |

| Match amical                                                  | Slovénie               | 0 - 0   | Belgique | Stadion Stožice Ljubljana, Slovénie                    |                                                        |
| 10 août 2011 · 20:45 heure locale · Historique des rencontres |                        | (0 – 0) |          | Spectateurs : 12 230 Arbitrage : Marijo Strahonja (en) | Spectateurs : 12 230 Arbitrage : Marijo Strahonja (en) |
| 10 août 2011 · 20:45 heure locale · Historique des rencontres | Rapport (RBFA) Rapport |         |          | Spectateurs : 12 230 Arbitrage : Marijo Strahonja (en) | Spectateurs : 12 230 Arbitrage : Marijo Strahonja (en) |

| Championnat d'Europe 2012 Éliminatoires - Groupe A                | Azerbaïdjan                   | 1 - 1   | Belgique          | Stade Tofiq-Béhramov Bakou, Azerbaïdjan     |                                             |
| 2 septembre 2011 · 21:00 heure locale · Historique des rencontres | Aliyev 86e                    | (0 – 0) | Simons 55e (pen.) | Spectateurs : 9 300 Arbitrage : Lee Probert | Spectateurs : 9 300 Arbitrage : Lee Probert |
| 2 septembre 2011 · 21:00 heure locale · Historique des rencontres | Rapport (UEFA) Rapport (RBFA) |         |                   | Spectateurs : 9 300 Arbitrage : Lee Probert | Spectateurs : 9 300 Arbitrage : Lee Probert |

| Match amical                                                      | Belgique               | 1 - 0   | États-Unis | Stade Roi Baudouin Laeken, Belgique             |                                                 |
| 6 septembre 2011 · 20:45 heure locale · Historique des rencontres | Lombaerts 56e          | (0 – 0) |            | Spectateurs : 21 946 Arbitrage : William Collum | Spectateurs : 21 946 Arbitrage : William Collum |
| 6 septembre 2011 · 20:45 heure locale · Historique des rencontres | Rapport (RBFA) Rapport |         |            | Spectateurs : 21 946 Arbitrage : William Collum | Spectateurs : 21 946 Arbitrage : William Collum |

| Championnat d'Europe 2012 Éliminatoires - Groupe A              | Belgique                                                    | 4 - 1                         | Kazakhstan             | Stade Roi Baudouin Laeken, Belgique            |                                                |
| 7 octobre 2011 · 20:45 heure locale · Historique des rencontres | Simons 40e (pen.) · Hazard 43e · Kompany 49e · Ogunjimi 84e | (2 – 0)                       | Nurdauletov 86e (pen.) | Spectateurs : 29 758 Arbitrage : Milorad Mažić | Spectateurs : 29 758 Arbitrage : Milorad Mažić |
| 7 octobre 2011 · 20:45 heure locale · Historique des rencontres |                                                             | Rapport (UEFA) Rapport (RBFA) | Kurgulin (en) 59e      | Spectateurs : 29 758 Arbitrage : Milorad Mažić | Spectateurs : 29 758 Arbitrage : Milorad Mažić |

| Championnat d'Europe 2012 Éliminatoires - Groupe A               | Allemagne                           | 3 - 1   | Belgique     | Esprit Arena Düsseldorf, Allemagne                 |                                                    |
| 11 octobre 2011 · 19:00 heure locale · Historique des rencontres | Özil 30e · Schürrle 33e · Gómez 48e | (2 – 0) | Fellaini 86e | Spectateurs : 48 483 Arbitrage : Svein Oddvar Moen | Spectateurs : 48 483 Arbitrage : Svein Oddvar Moen |
| 11 octobre 2011 · 19:00 heure locale · Historique des rencontres | Rapport (UEFA) Rapport (RBFA)       |         |              | Spectateurs : 48 483 Arbitrage : Svein Oddvar Moen | Spectateurs : 48 483 Arbitrage : Svein Oddvar Moen |

| Match amical                                                      | Belgique                         | 2 - 1   | Roumanie    | Stade Maurice Dufrasne Liège, Belgique        |                                               |
| 11 novembre 2011 · 20:45 heure locale · Historique des rencontres | Van Buyten 11e · Cociş 43e (csc) | (2 – 0) | Niculae 67e | Spectateurs : 21 612 Arbitrage : Saïd Ennjimi | Spectateurs : 21 612 Arbitrage : Saïd Ennjimi |
| 11 novembre 2011 · 20:45 heure locale · Historique des rencontres | Rapport (RBFA) Rapport           |         |             | Spectateurs : 21 612 Arbitrage : Saïd Ennjimi | Spectateurs : 21 612 Arbitrage : Saïd Ennjimi |

| Match amical                                                      | France                 | 0 - 0   | Belgique | Stade de France Saint-Denis, France                         |                                                             |
| 15 novembre 2011 · 21:00 heure locale · Historique des rencontres |                        | (0 – 0) |          | Spectateurs : 52 825 Arbitrage : César Muñiz Fernández (en) | Spectateurs : 52 825 Arbitrage : César Muñiz Fernández (en) |
| 15 novembre 2011 · 21:00 heure locale · Historique des rencontres | Rapport (RBFA) Rapport |         |          | Spectateurs : 52 825 Arbitrage : César Muñiz Fernández (en) | Spectateurs : 52 825 Arbitrage : César Muñiz Fernández (en) |

## Les joueurs
| Joueurs              | Joueurs                  | Amical | QCE 2012 | QCE 2012 | QCE 2012 | Amical | QCE 2012 | Amical | QCE 2012 | QCE 2012 | Amical  | Amical  |
| -------------------- | ------------------------ | ------ | -------- | -------- | -------- | ------ | -------- | ------ | -------- | -------- | ------- | ------- |
| Gardiens de but      |                          |        |          |          |          |        |          |        |          |          |         |         |
| Silvio Proto         | RSC Anderlecht           | 90     |          |          |          |        |          |        |          |          |         |         |
| Simon Mignolet       | Sunderland               | r      | 90       | 90       | 90       | 90     | 90       | 90     | 90       | 90       |         |         |
| Jean-François Gillet | AS Bari                  | r      | r        | r        | r        | r      | r        | r      |          |          | 90      | r       |
| Thibaut Courtois     | Atlético Madrid          |        |          |          |          | r      |          | r      | r        | r        | r       | 90      |
| Olivier Renard       | KV Malines               |        |          |          |          |        |          |        |          |          | r       | r       |
| Défenseurs           |                          |        |          |          |          |        |          |        |          |          |         |         |
| Laurent Ciman        | Standard de Liège        | 90     | 90       | 90       | r        |        | r        | 90     | 90       | 90       |         |         |
| Daniel Van Buyten    | Bayern Munich            | 90     | 90       | 80e      | r        | 90     |          |        | 90 67e   |          | 90      | 90      |
| Vincent Kompany      | Manchester City          | 90     | 90 41e   |          | 90       | 90 64e | 90 30e   | 90     | 90       | 90       | 90      | 90 75e  |
| Jan Vertonghen       | Ajax Amsterdam           | 90     | 90       | 90       | 46e      |        | 90       |        | 90       | 90       | 90      | r       |
| Toby Alderweireld    | Ajax Amsterdam           | r      |          |          | 90       | 90     | 90       | 90     |          |          | r       | 90      |
| Nicolas Lombaerts    | Zénith Saint-Pétersbourg | r      | r        | 90       | 90       | 76e    | 90 77e   | 90     |          | 90       |         |         |
| Jelle Van Damme      | Standard de Liège        | 59e    |          | 80e      |          |        | r        |        |          |          |         |         |
| Sébastien Pocognoli  | Standard de Liège        | r      |          |          |          | 76e    |          |        | r        | r        |         |         |
| Anthony Vanden Borre | KRC Genk                 |        | r        | r        |          |        |          |        |          |          | 90      | r       |
| Thomas Vermaelen     | Arsenal                  |        |          |          | 46e      |        |          |        |          |          | r       | 90 53e  |
| Dedryck Boyata       | Manchester City          |        |          |          |          | r      |          |        |          |          |         |         |
| Derrick Tshimanga    | KSC Lokeren              |        |          |          |          | 86e ,  |          |        |          |          |         |         |
| Timothy Derijck      | PSV Eindhoven            |        |          |          |          |        |          | r      |          |          |         |         |
| Carl Hoefkens        | Club Bruges KV           |        |          |          |          |        |          |        | r        | r        |         |         |
| Milieux              |                          |        |          |          |          |        |          |        |          |          |         |         |
| Guillaume Gillet     | RSC Anderlecht           | 59e    |          |          |          |        |          |        |          |          | r       | r       |
| Timmy Simons         | 1. FC Nuremberg          | 90     | 90       | 90       | 90       | 90     | 90       | 90     | 75e      | 90       | r       | 90 21e  |
| Axel Witsel          | Standard de Liège        | 90     | 90       | 90       | 90       | 59e    | 90       | 90     | 90       | 90 84e   | 90      | 90      |
| Nacer Chadli         | FC Twente                | 59e    | 90       | 90       | 90       |        |          |        |          |          | 67e     | 62e     |
| Marouane Fellaini    | Everton                  | r      |          |          |          | 46e    | 90 41e   | 63e    |          | 90       | 90      | 90      |
| Mousa Dembélé        | Fulham                   | r      | 90       | 64e      |          |        |          |        | 90       | 65e      | 67e     | 62e     |
| Steven Defour        | Standard de Liège        |        | 90       | 90e      | 88e 37e  |        |          |        | 75e      | r        | 79e 76e | r       |
| Vadis Odjidja Ofoe   | Club Bruges KV           |        |          | 90e      |          | r      | r        | r      | 63e      |          |         |         |
| David Hubert         | KRC Genk                 |        |          |          |          | 59e    | r        | 63e    |          |          |         |         |
| Gaby Mudingayi       | Bologna FC 1909          |        |          |          |          |        |          |        |          | r        |         |         |
| Kevin De Bruyne      | KRC Genk                 |        |          |          |          |        |          |        |          |          | 79e     |         |
| Radja Nainggolan     | Cagliari Calcio          |        |          |          |          |        |          |        |          |          | 79e     | r       |
| Attaquants           |                          |        |          |          |          |        |          |        |          |          |         |         |
| Eden Hazard          | Lille OSC                | 82e    | r        | 64e      | 60e      |        | 90       | 63e    | 63e      | 90       | r       | 90      |
| Romelu Lukaku        | RSC Anderlecht           | 82e    |          |          |          | 46e    | 61e      | 63e    | r        | 46e      |         |         |
| Björn Vleminckx      | NEC Nimègue              | 82e    |          |          | r        | 58e    |          |        |          |          |         |         |
| Marvin Ogunjimi      | KRC Genk                 | r      | 80e      |          | 90       |        |          | 63e    | 73e      | 46e      |         |         |
| Yassine El Ghanassy  | KAA La Gantoise          | 82e    |          |          |          | 86e    |          |        |          |          |         |         |
| Dries Mertens        | FC Utrecht               | 59e    | r        | r        | 60e      | 90     | 90       | 90     | 90       | 65e      | 79e     | r       |
| Jelle Vossen         | KRC Genk                 | r      | r        | 90       | 88e      | r      | r        | r      |          |          | 67e     | 69e 21e |
| Kevin Mirallas       | Olympiakos CFP           |        | 80e      |          |          |        |          |        |          |          | 67e     | 69e     |
| Tom De Sutter        | RSC Anderlecht           |        |          | r        |          |        |          |        |          |          |         |         |
| Igor de Camargo      | Borussia Mönchengladbach |        |          |          |          | 46e    | 61e      | 63e    | 73e      |          |         |         |

Un « r » indique un joueur qui était parmi les remplaçants mais qui n'est pas monté au jeu.
1. 1 2 3 4 5 6 7  Dernière sélection officielle pour le joueur.
2. 1 2 3 4 5 6 7  Première sélection officielle pour le joueur.
3. ↑  Premier but officiel pour le joueur.

## Aspects socio-économiques

### Audiences télévisuelles
| Jour de diffusion | Match                  | Compétition          | Diffuseur francophone | Téléspectateurs | Part d'audience | Diffuseur néerlandophone | Téléspectateurs | Part d'audience |
| ----------------- | ---------------------- | -------------------- | --------------------- | --------------- | --------------- | ------------------------ | --------------- | --------------- |
| 9 février 2011    | Belgique - Finlande    | Amical               | Club RTL              | n.c.            | n.c.            | Canvas                   | n.c.            | n.c.            |
| 25 mars 2011      | Autriche - Belgique    | Championnat d'Europe | La Deux               | 472 652         | n.c.            | Canvas                   | 735 377         | n.c.            |
| 29 mars 2011      | Belgique - Azerbaïdjan | Championnat d'Europe | Club RTL              | 670 542         | n.c.            | Canvas                   | 1 030 990       | n.c.            |
| 3 juin 2011       | Belgique - Turquie     | Championnat d'Europe | Club RTL              | 753 417         | n.c.            | Canvas                   | 1 131 948       | n.c.            |
| 10 août 2011      | Slovénie - Belgique    | Amical               | non diffusé           | non diffusé     | non diffusé     | non diffusé              | non diffusé     | non diffusé     |
| 2 septembre 2011  | Azerbaïdjan - Belgique | Championnat d'Europe | La Deux               | 333 969         | n.c.            | non diffusé              | non diffusé     | non diffusé     |
| 6 septembre 2011  | Belgique - États-Unis  | Amical               | Club RTL              | n.c.            | n.c.            | non diffusé              | non diffusé     | non diffusé     |
| 7 octobre 2011    | Belgique - Kazakhstan  | Championnat d'Europe | Club RTL              | 483 658         | 29,8%           | Canvas                   | 821 018         | 33,3%           |
| 11 octobre 2011   | Allemagne - Belgique   | Championnat d'Europe | La Deux               | 576 293         | 31,3%           | Canvas                   | 931 977         | 35,9%           |
| 11 novembre 2011  | Belgique - Roumanie    | Amical               | non diffusé           | non diffusé     | non diffusé     | Canvas                   | 380 829         | n.c.            |
| 15 novembre 2011  | France - Belgique      | Amical               | Club RTL              | 394 642         | 22,8%           | non diffusé              | non diffusé     | non diffusé     |

Sources : 
- CIM[stats 10].

## Sources

### Archives
1. ↑  (nl) « Concentra online archief », sur krantenarchief.concentra.be, Mediahuis.

### Statistiques
1. ↑  « CLASSEMENT MASCULIN », sur fifa.com, FIFA, 21 décembre 2011 (consulté le 12 juillet 2021)
2. ↑  (nl) « Kijkcijfers Wallonië van 21 maart 2011 tot 27 maart 2011 », sur tvvisie.be (consulté le 12 juillet 2021)
3. ↑  (nl) « Kijkcijfers Vlaanderen van 21 maart 2011 tot 27 maart 2011 », sur tvvisie.be (consulté le 12 juillet 2021)
4. ↑  (nl) « Kijkcijfers Wallonië van 28 maart 2011 tot 3 april 2011 », sur tvvisie.be (consulté le 12 juillet 2021)
5. ↑  (nl) « Kijkcijfers Vlaanderen van 28 maart 2011 tot 3 april 2011 », sur tvvisie.be (consulté le 12 juillet 2021)
6. ↑  (nl) « Kijkcijfers Wallonië van 30 mei 2011 tot 5 juni 2011 », sur tvvisie.be (consulté le 12 juillet 2021)
7. ↑  (nl) « Kijkcijfers Vlaanderen van 30 mei 2011 tot 5 juni 2011 », sur tvvisie.be (consulté le 12 juillet 2021)
8. ↑  (nl) « Kijkcijfers Wallonië van 29 augustus 2011 tot 4 september 2011 », sur tvvisie.be (consulté le 12 juillet 2021)
9. ↑  (nl) « Kijkcijfers: analyse 10, 11, 12 & 13 november 2011 », sur tvvisie.be, 14 novembre 2011 (consulté le 12 juillet 2021)
10. ↑  « RÉSULTATS PUBLICS », sur cim.be, CIM